# Kanaat van Roes
Kanaat van Roes (Oekraïens: Руський каганат, Roeśkyj kahanat; Russisch: Русский каганат; Roesski kaganat; Wit-Russisch: руская каганат; Roeskaja kaganat) is de naam gegeven aan een hypothetische staat die zou hebben bestaan tijdens een slecht gedocumenteerde periode in de geschiedenis van Oost-Europa in de 9e eeuw (circa 830 tot 890). Sommige wetenschappers denken dat op grond van enkele obscure passages in een handvol vroegmiddeleeuwse teksten waarin sprake zou zijn van een khagan die heerser was over een groep mensen die Roes heetten (waarschijnlijk de Scandinavische Varjagen, later vermengd met Slavische en Fin-Oegrische stammen) mag worden geconcludeerd dat er een kanaat van Roes heeft bestaan voordat het Kievse Rijk eind 9e eeuw ontstond. Andere wetenschappers denken dat dit te vergezocht is en dat de genoemde passages zich ook anderszins kunnen laten verklaren, inclusief dat het woord chacanus eigenlijk de Zweedse voornaam Håkan voorstelt en dat de overige vermeldingen van een heerser van de Roes op het Kievse Rijk slaan.